# Чемпіонат України з футболу серед аматорів 2012
Чемпіонат України з футболу серед аматорів 2012 — 16-ий чемпіонат України серед аматорів. Розпочався 2 травня 2012 року.

## Учасники
У чемпіонаті брали участь 18 команд, розбитих на 3 групи. До фінальної частини вийшли по три найкращі команди з 1 і 3 групи, та два найкращі з 2 групи. Які у двох групах по 4 команди визначили переможців, що і поборолися в фінальному матчі за золоті нагороди чемпіонату. Переможцем вперше стали «Карпати» (Коломия).
| 1 група | 2 група | 3 група |
| --- | --- | --- |
| - ФК «Володарка» (смт Володарка) - «Карпати» (Коломия) - «Легіон» (Житомир) - ОДЕК (смт Оржів) - «Ретро» (Ватутіне) - ФК «Тернопіль» (Тернопіль) | - «Арсенал» (Харків) - «Жемчужина» (Ялта) - «Локомотив» (Куп'янськ) - «Нове життя» (с. Андріївка) - «Олімпік» (Кіровоград) | - «Гвардієць» (смт Гвардійське) - ІТВ (Сімферополь) - СКА (Одеса) - «Совіньйон» (смт Таїрове) - ФК «Тарутине» (смт Тарутине) - «Торпедо» (Миколаїв) - «Форос» (Ялта) |

## Результати

### Груповий етап

#### Група 1
| М | Команда     | І  | В | Н | П | РМ    | О  |
| - | ----------- | -- | - | - | - | ----- | -- |
| 1 | ОДЕК        | 10 | 9 | 0 | 1 | 20−5  | 27 |
| 2 | «Ретро»     | 10 | 6 | 1 | 3 | 10−7  | 19 |
| 3 | «Карпати»   | 10 | 4 | 2 | 4 | 12−13 | 14 |
| 4 | «Легіон»    | 10 | 3 | 1 | 6 | 7−17  | 10 |
| 5 | «Тернопіль» | 10 | 3 | 0 | 7 | 8−5   | 9  |
| 6 | «Володарка» | 10 | 2 | 2 | 6 | 5−15  | 8  |

#### Група 2
| М | Команда      | І | В | Н | П | РМ   | О  |
| - | ------------ | - | - | - | - | ---- | -- |
| 1 | «Локомотив»  | 6 | 5 | 0 | 1 | 10−3 | 15 |
| 2 | «Нове життя» | 6 | 3 | 1 | 2 | 5−4  | 10 |
| 3 | «Арсенал»    | 6 | 2 | 0 | 4 | 5−12 | 6  |
| 4 | «Жемчужина»  | 6 | 1 | 1 | 4 | 4−5  | 4  |
| 5 | «Олімпік»    | 0 | 0 | 0 | 0 | 0−0  | 0  |

#### Група 3
| М | Команда       | І  | В  | Н | П  | РМ    | О  |
| - | ------------- | -- | -- | - | -- | ----- | -- |
| 1 | «Гвардієць»   | 12 | 10 | 0 | 2  | 33−16 | 30 |
| 2 | «Совіньйон»   | 12 | 9  | 1 | 2  | 33−10 | 28 |
| 3 | «Торпедо»     | 12 | 7  | 2 | 3  | 26−24 | 23 |
| 4 | ІТВ           | 12 | 5  | 1 | 6  | 22−27 | 16 |
| 5 | ФК «Тарутине» | 12 | 4  | 1 | 7  | 24−29 | 13 |
| 6 | «Форос»       | 12 | 2  | 0 | 10 | 15−34 | 6  |
| 7 | СКА           | 12 | 1  | 1 | 10 | 6−19  | 4  |

### Фінальний етап
Дві групи по чотири команди, зігравши в одне коло з 10 по 13 вересня в Коломиї (група А) та Яремче (група Б), визначили переможців груп, а потім в Яремче на стадіоні «Юність» 15 вересня відбувся матч за звання чемпіону України 2012 року між цими командами.

#### Група А
| М | Команда      | І | В | Н | П | РМ  | О |
| - | ------------ | - | - | - | - | --- | - |
| 1 | «Карпати»    | 3 | 2 | 1 | 0 | 6−4 | 7 |
| 2 | «Гвардієць»  | 3 | 1 | 2 | 0 | 3−2 | 5 |
| 3 | «Торпедо»    | 3 | 1 | 0 | 2 | 4−6 | 3 |
| 4 | «Нове життя» | 3 | 0 | 1 | 2 | 2−4 | 1 |

| М | Команда     | І | В | Н | П | РМ   | О |
| - | ----------- | - | - | - | - | ---- | - |
| 1 | «Локомотив» | 3 | 2 | 0 | 1 | 7−2  | 6 |
| 2 | «Совіньйон» | 3 | 2 | 0 | 1 | 6−4  | 6 |
| 3 | ОДЕК        | 3 | 1 | 0 | 2 | 3−3  | 3 |
| 4 | «Ретро»     | 3 | 1 | 0 | 2 | 3−10 | 3 |

### Фінал
| 15 вересня 2012 16:00 |

| «Карпати» (Коломия)                                              | 4:1      | «Локомотив» (Куп'янськ) |
| ---------------------------------------------------------------- | -------- | ----------------------- |
| Михайло Ткачук 34' Андрій Олійник 36' Олексій Родевич 45+1', 71' | Протокол | Дмитро Батусов 60'      |

| Яремче, стадіон «Юність» Глядачів: 4500 Арбітр: Федунець (Тернопіль) |

| Чемпіона України серед аматорів 2012 |
| ------------------------------------ |
| «Карпати» (Коломия) Вперше           |